# Centro de Análisis y Procesamiento Infrarrojo

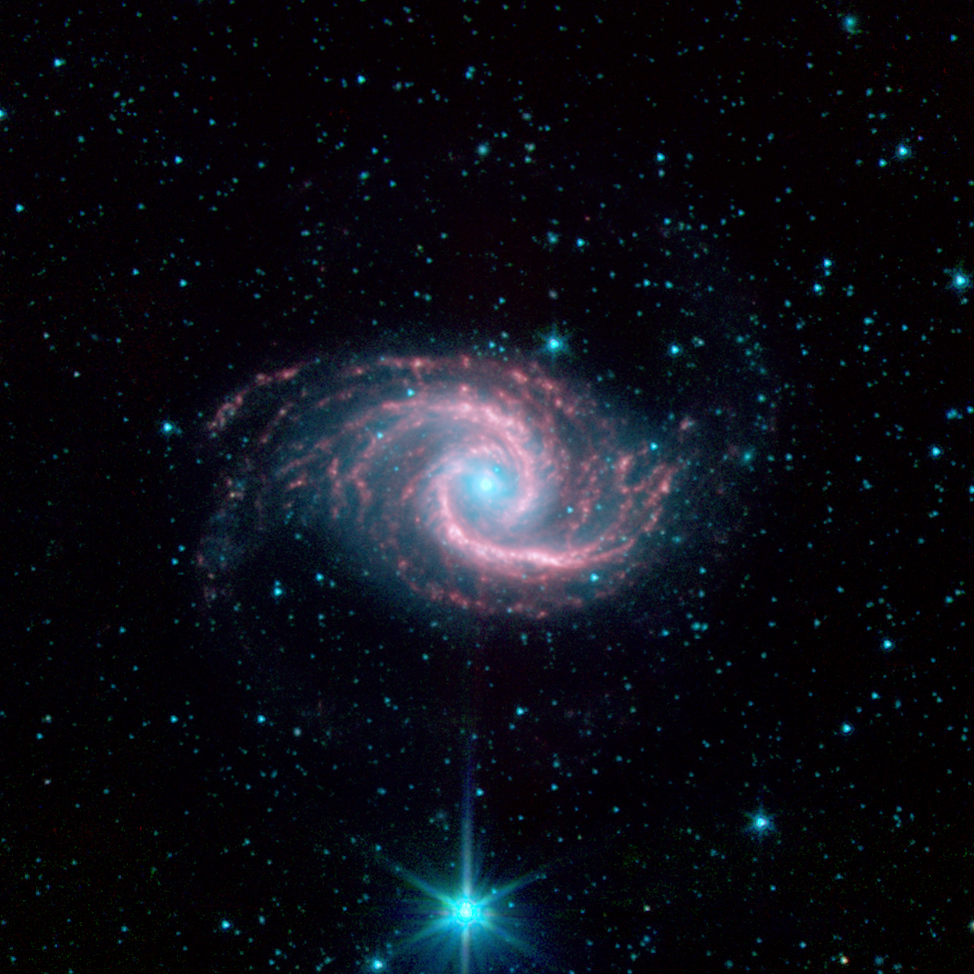
Emisión infrarroja en la galaxia NGC 1566.

El Centro de Análisis y Procesamiento Infrarrojo (IPAC) es el Centro de Ciencias de la NASA responsable del procesamiento de datos, análisis y archivamiento de imágenes astronómicas infrarrojas y misiones de astrofísica. Está situado en el campus del Instituto Tecnológico de California.

## Historia
IPAC fue creado en 1986 para brindar apoyo al Infrared Astronomical Satellite (IRAS). La misión IRAS realizó un estudio imparcial y sensible del 96% el cielo a longitudes de onda de 12, 25, 60 y 100µm con resoluciones de entre 0,5 y 2 minutos de arco en 1983. Después que la misión terminó, se creó el Infrared Science Archive (IRSA).
Más tarde, la NASA designa a IPAC como el centro de apoyo de EE. UU. para el Infrared Space Observatory (ISO) europeo, que terminó las operaciones en 1998. En ese mismo tiempo, IPAC también fue designado como el centro científico del Space Infrared Telescope Facility (SIRTF) (cambió el nombre a Telescopio Espacial Spitzer después de su lanzamiento).
IPAC también asumió un papel principal en varias otras misiones espaciales infrarrojas, incluido el Wide-field Infrared Explorer (WIRE) y el Midcourse Space Experiment (MSX). IPAC también apoyó misiones en tierra con la asunción de responsabilidades en el proyecto Two Micron All-Sky Survey (2MASS), un estudio del infrarrojo cercano de todo el cielo realizadas por los observatorios gemelos en los hemisferios norte y sur.
En 1999, IPAC formó un centro de ciencias de interferometría, originalmente llamado Michelson Science Center (MSC) por el pionero en interferometría Albert A. Michelson. Recientemente cambió el nombre a NASA Exoplanet Science Institute (NExScI).
Hoy, IPAC incluye el Spitzer Science Center, el NASA Exoplanet Science Institute, el NASA Herschel Science Center, y coopera con más de una docena de misiones científicas diferentes.